# Grenville (Nouveau-Mexique)
Pour les articles homonymes, voir Grenville.
Grenville est un village de l'État américain du Nouveau-Mexique, situé dans le Comté d'Union. Selon le recensement de 2010, sa population est de 38 habitants.